# Больсенайм
Больсена́йм (фр. Bolsenheim) — коммуна на северо-востоке Франции в регионе Гранд-Эст (бывший Эльзас — Шампань — Арденны — Лотарингия), департамент Нижний Рейн, округ Селеста-Эрстен, кантон Эрстен.
Площадь коммуны — 4,35 км², население — 418 человек (2006) с тенденцией к росту: 476 человек (2013), плотность населения — 109,4 чел/км².

## Население
Население коммуны в 2011 году составляло 463 человека, в 2012 году — 463 человека, а в 2013-м — 476 человек.
| 1962 | 1968 | 1975 | 1982 | 1990 | 1999 | 2006 | 2008 | 2011 | 2012 | 2013 |
| ---- | ---- | ---- | ---- | ---- | ---- | ---- | ---- | ---- | ---- | ---- |
| 290  | 304  | 370  | 438  | 425  | 431  | 418  | 444  | 463  | 463  | 476  |

Динамика населения:

## Экономика
В 2010 году из 285 человек трудоспособного возраста (от 15 до 64 лет) 223 были экономически активными, 62 — неактивными (показатель активности 78,2 %, в 1999 году — 73,5 %). Из 223 активных трудоспособных жителей работали 204 человека (105 мужчин и 99 женщин), 19 числились безработными (9 мужчин и 10 женщин). Среди 62 трудоспособных неактивных граждан 14 были учениками либо студентами, 34 — пенсионерами, а ещё 14 — были неактивны в силу других причин.

## Достопримечательности (фотогалерея)

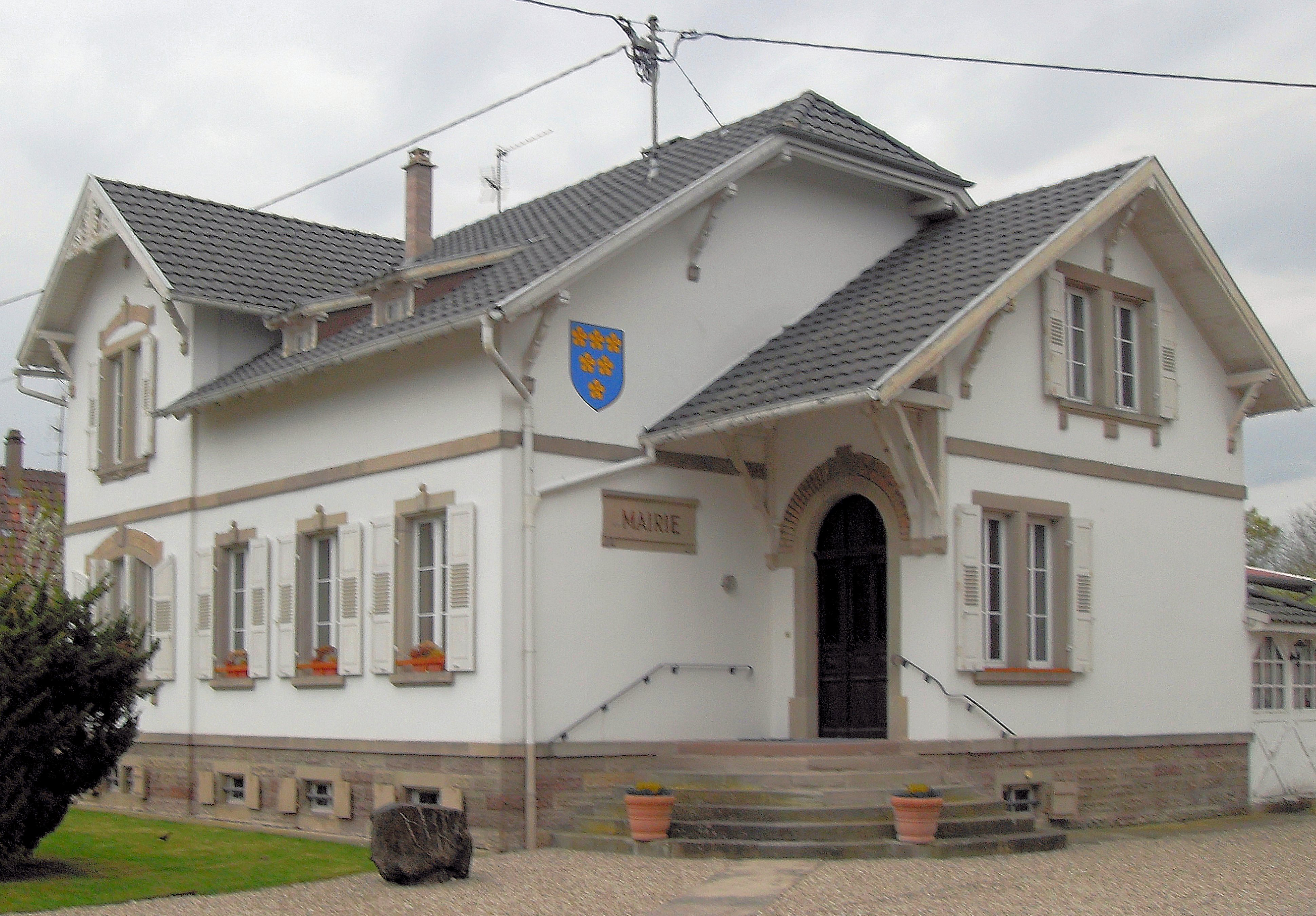
Здание мэрии
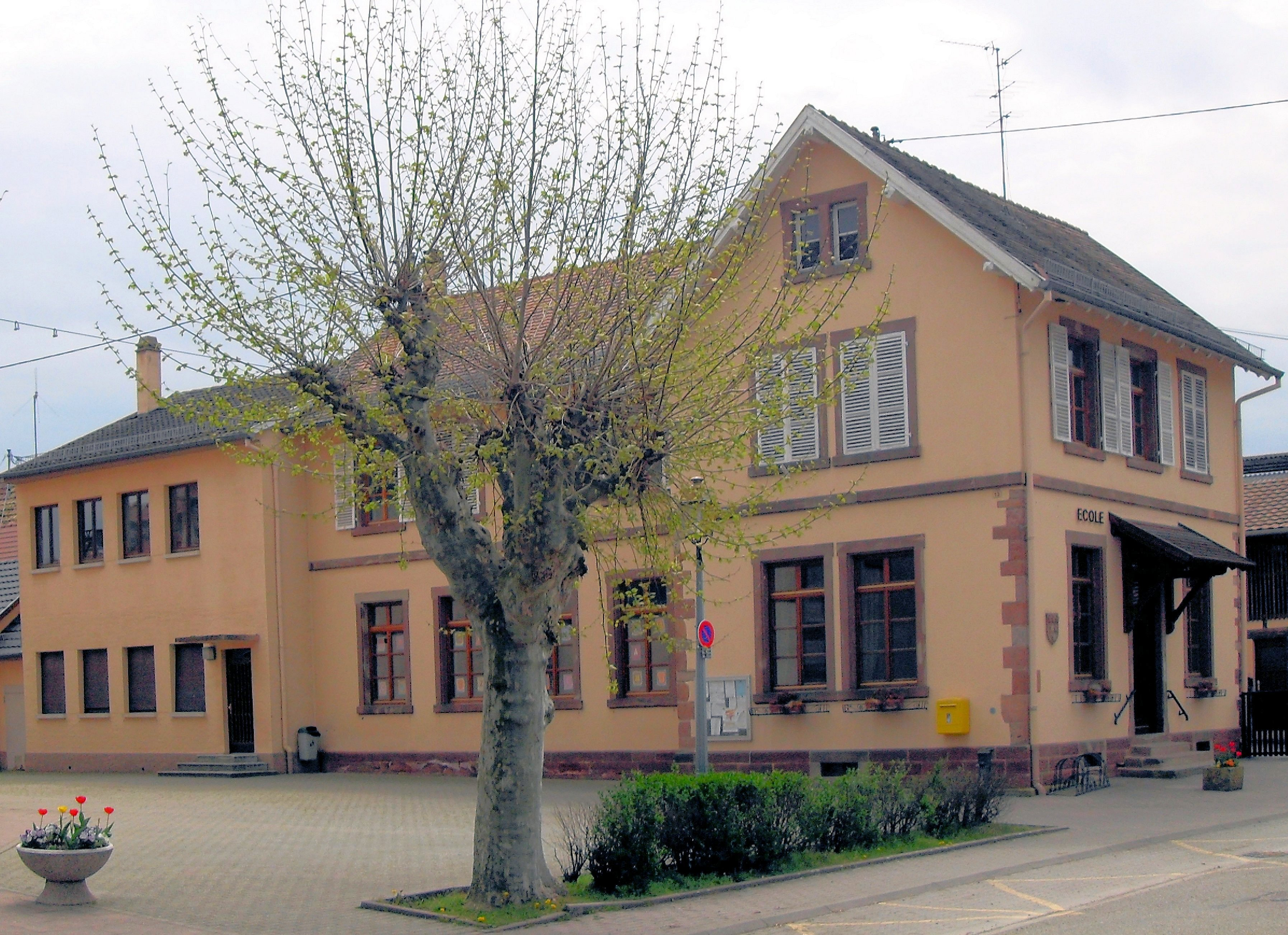
Здание школы